# Bel 20

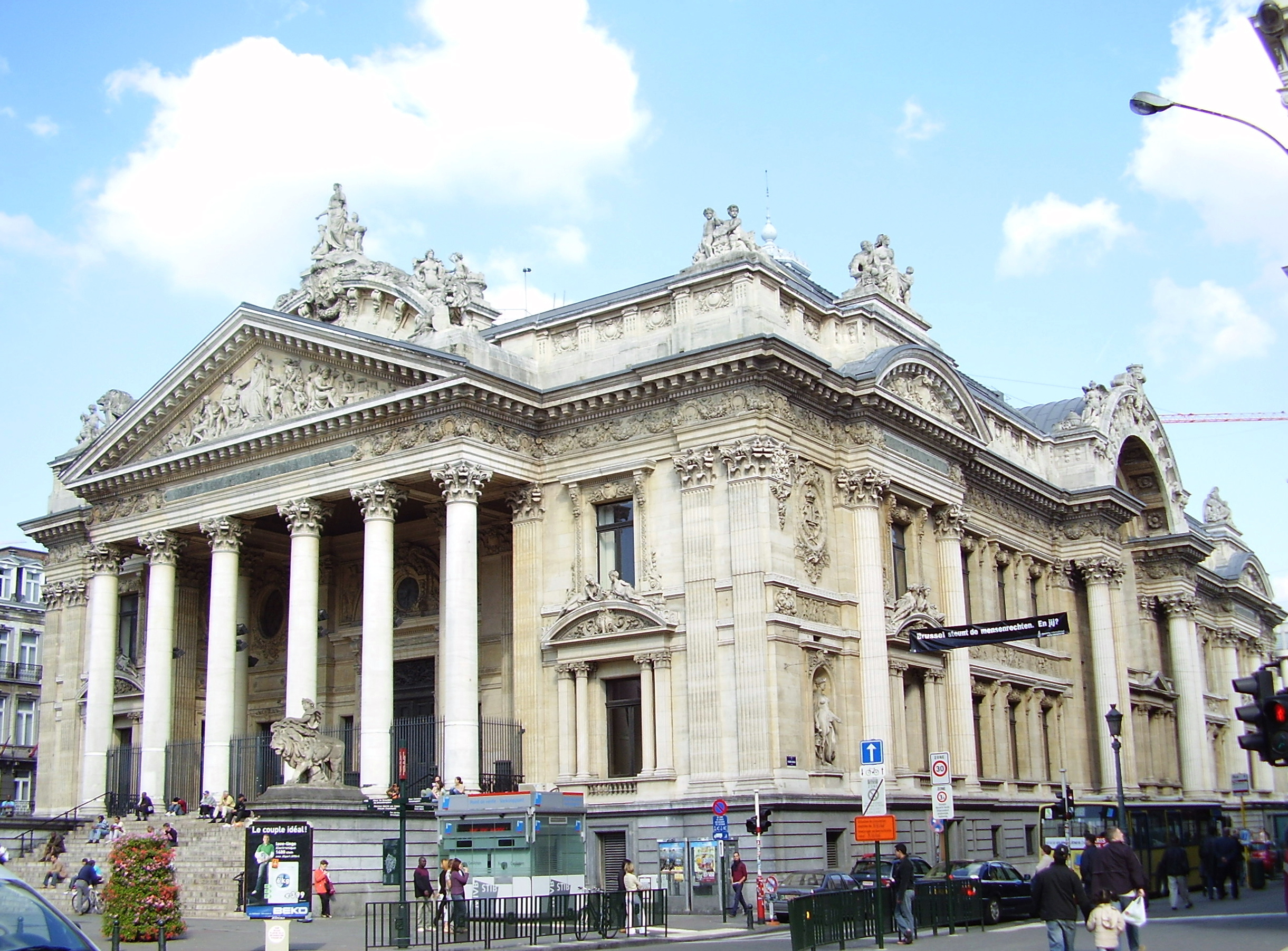
Giełda papierów wartościowych w Brukseli

BEL 20 – indeks giełdowy spółek notowany na giełdzie Euronext Brussels. W jego skład wchodzi 20 największych belgijskich przedsiębiorstw.

## Skład indeksu
(stan na styczeń 2006)
- Agfa-Gevaert
- Barco
- Bekaert(inne języki)
- Belgacom
- Cofinimmo(inne języki)
- Colruyt(inne języki)
- Delhaize Group(inne języki)
- Dexia
- D’Ieteren(inne języki)
- Fortis(inne języki)
- Groupe Bruxelles Lambert(inne języki)
- InBev
- KBC Bank
- Mobistar(inne języki)
- Omega Pharma(inne języki)
- SUEZ
- Solvay SA
- UCB
- Umicore(inne języki)